# Pulso telefónico
El pulso telefónico es un parámetro artificial utilizado para fraccionar el consumo del servicio telefónico. 
Se traduce de duración de la llamada en minutos a pulsos consumidos simplemente dividiéndose ambos parámetros y redondeándose al número inmediato superior, es decir, se factura el total del pulso consumido aunque la llamada haya sido de menor duración.

## Aplicaciones
En Argentina, para llamadas urbanas e interurbanas clave 1 (hasta 30 km) su duración es de dos minutos en horario normal y el doble en horario reducido. A mayor distancia, menor duración del pulso telefónico. El valor del pulso telefónico se encuentra regulado por la Comisión Nacional de Comunicaciones.